# Luísa de Aumont
Luísa Felicidade Vitória de Aumont (em francês:  Louise Félicité Victoire d'Aumont; Paris, 22 de outubro de 1759 — Paris, 13 de dezembro de 1826) foi princesa hereditária de Mônaco como esposa de Honorato IV, Príncipe de Mônaco.

## Biografia
Luísa foi a única filha de Luís Maria de Aumont, duque de Aumont, duque consorte de Mazarino e de la Meilleray e de sua esposa, Luísa Joana de Durfort, duquesa de Mazarin e de la Meilleraye.
Casou-se com Sua Alteza Sereníssima Honorato IV, príncipe soberano de Mônaco, em 15 de julho de 1771, em Paris. Tornou-se, então, pelo casamento, princesa consorte de Mônaco. Conforme a titulação: Sua Alteza Sereníssima a princesa Luísa de Mônaco. O casal teve duas que crianças e ambas vieram a governar o principado: os príncipes soberanos Honorato V e Florestan I.
Depois da prisão durante a Revolução Francesa (1789-1799), ela e Honorato IV se divorciaram, em 1798. Tendo ela casado novamente com René François Tirnand-d'Arcis, em 6 de fevereiro de 1801, vindo este casamento a terminar em divórcio também, em 1803.
Luísa d'Aumont era descendente direta de Hortênsia Mancini, nobre que tornou-se amante de Carlos II, rei de Inglaterra, Escócia e Irlanda. Hortênsia era sobrinha do cardeal Mazarino, ministro-chefe da França, tendo sido a única herdeira do mesmo. Por via da biograda a Casa de Grimaldi herdou o ducado de Rethel e o principado de Château-Porcien.
Faleceu em 1826, tendo sido enterrada no cemitério do Père-Lachaise, em Paris. Posteriormente, em 1885, seu neto, Carlos III, príncipe soberano de Mônaco, mandou trasladar seus restos mortais para a catedral de São Nicolau, também chamada catedral de Mônaco.

## Títulos
Seus títulos nobiliárquicos foram: 

Brasão de Luísa como Princesa Hereditária de Mônaco.

- Duquesa de Mazarino, de Mayenne e de la Meilleraye; Condessa de Ferrette, de Belfort, de Thann, de Rosemont; Baronesa de Altkirch, Princesa de Château-Porcien, Marquesa de Guiscard, Dama de Issenheim, Condessa de Longjumeau, Marquesa de Chilly e Baronesa de Massy.